# 렐리잔

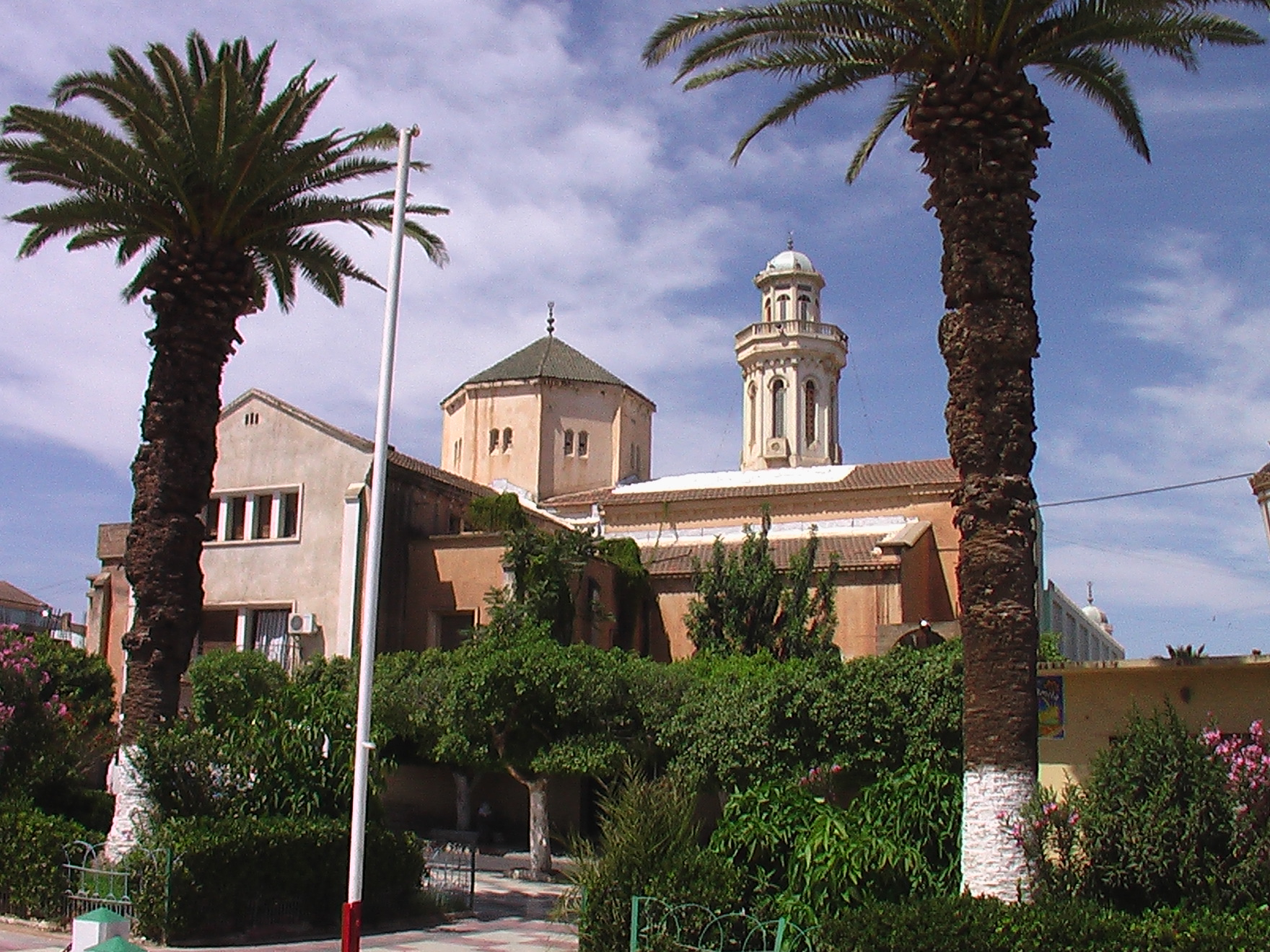
렐리잔

렐리잔(아랍어: غليزان, 프랑스어: Relizane)은 알제리의 도시로 렐리잔 주의 주도이며 면적은 110.82km2, 높이는 98m, 인구는 123,255명(2008년 기준), 인구 밀도는 1,100명/km2이다.